# جيرالد ن. لوند
جيرالد ن. لوند (بالإنجليزية: Gerald N. Lund)‏ (12 سبتمبر 1939)؛ قسيس وروائي أمريكي.

## روابط خارجية
- جيرالد ن. لوند على موقع IMDb (الإنجليزية)
- جيرالد ن. لوند على موقع ميوزك برينز (الإنجليزية)